# Ephesia storthynx
Ephesia storthynx là một loài bướm đêm trong họ Noctuidae.